# Suleyman Sani Akhundov
Suleyman Sani Akhoundov, né le 3 octobre 1875 à Choucha et mort le 29 mars 1939 à Bakou, est un dramaturge  et pédagogue azerbaïdjanais. Afin de différencier en littérature son nom à celui de Mirza Fatali Akhundov, il a utilisé le surnom Sani qui signifie deuxième en arabe.

## Biographie
Suleyman Sani Akhoundov est né le 3 octobre 1875 à Choucha. Il a perdu son père pendant son enfance. Pour cette raison, il est élevé sous la protection de son oncle Safarali bay Valibayov. Après avoir fait ses études à l’école normale Gori durant les années 1885-1994, Suleyman Sani Akhoundov a été nommé en qualité de professeur de grade III pour l’école russe–tatar. Il a exercé son activité pédagogique jusqu’à la fin de sa vie et était connu en tant qu’écrivain et journaliste. 
En 1906, Suleyman Sani Akhoundov a participé au premier congrès des professeurs azerbaïdjanais organisé à Bakou. Durant les années 1920–1921, il a travaillé en qualité de chef du département de l'Éducation de la province de Garabagh, et dans les années 1922-1930, en tant que directeur d’école à Bakou. 
Suleyman Sani Akhoundov est élu le premier président de l’Association des Littérateurs et des Poètes d’Azerbaïdjan en 1922. En 1932, il reçoit le titre de « Héros de travail », pour ses activités littéraires et pédagogiques. De 1921 à 1930, Suleyman Sani Akhoundov était le membre du Soviet de Bakou, le candidat du Comité exécutif de Bakou et le membre du Comité exécutif central d’Azerbaïdjan. Il est l’auteur du manuel Deuxième année.
Suleyman Sani Akhoundov est mort le 29 mars 1939, à 63 ans.

## Œuvre
La première œuvre de Süleyman Sani Axundovun est la comédie Avare. Il a écrit cette œuvre en 1899 sous l’influence de « Haji Gara » de Mirza Fatali Akhoundov.  
Par cette comédie, il contestait les certains aspects négatifs de son époque, surtout l’avarie, la cupidité et l’esclavage des femmes. Il a tenté d’appeler la nouvelle génération à l’abnégation et de a fait apparaître les rêves de vie pour les lecteurs et spectateurs en créant des personnages positifs comme Imran, Gulzar, Charaf khanim. Il a mis en scène les comédies Association turque et Dibdat bay écrite en 1907 sur la scène de théâtre azerbaïdjanais et a touché le sujet socio–politique par ces comédies. Suleyman Sani Akhoundov est l’auteur des pièces Nid de Latchine, De l’obscurité à la lumière, Chahsanam et Gulpari, Le bonheur est au travail, Molla Nasraddine à Bakou, Amour et vengeance, etc.

## Œuvres
1. Œuvres. Bakou 1936.
2. Œuvres choisies (édité par Abbas Zamanov). Bakou 1951.
3. Œuvres choisies (édité par Nadir Valikhanov). Tome I. Bakou 1968.
4. Œuvres choisies (édité par Nadir Valikhanov). Tome II Bakou 1968.
5. Contes et pièces (édité par Nadir Valikhanov). Bakou 1975.
6. Œuvres choisies (édité et auteur de préface Nadir Valikhanov). Bakou 2005